# Silvano Fontolan
Silvano Fontolan (* 24. Februar 1955 in Garbagnate Milanese) ist ein ehemaliger italienischer Fußballspieler.
Der Abwehrspieler begann seine Karriere beim Zweitligisten Como Calcio. Mit dem Klub stieg er 1974 in die Serie A auf. Die Klasse konnte aber nicht gehalten werden. 1978 stieg er mit Como erneut auf, Fontolan wechselte aber zu Inter Mailand. Mit Inter erreichte er im Europapokal der Pokalsieger 1978/79 das Viertelfinale. Nach einem Jahr kehrte er zurück zu Como, das in der Zwischenzeit wieder zweitklassig war. Gleich im ersten Jahr gelang der Aufstieg in die Serie A, für Fontolan war es der dritte mit Como. Nach zwei Jahren musste der Klub wieder absteigen, Fontolan blieb noch eine Saison und wechselte dann zu Hellas Verona.
Mit Verona nahm er am UEFA-Pokal 1983/84 teil, wo man jedoch schon in der zweiten Runde aufgrund der Auswärtstorregel gegen Sturm Graz unterlag. In der Coppa Italia 1983/84 erreichte Verona die Finalspiele, die aber der AS Rom für sich entschied. Ein Jahr später gelang mit der Italienischen Meisterschaft 1985 der größte Erfolg der Vereinsgeschichte. Im Europapokal der Landesmeister 1985/86 war jedoch schon in der zweiten Runde Schluss, als Verona im inneritalienischen Duell dem Titelverteidiger Juventus Turin unterlag. 1987 wurde Verona in der Serie A Vierter und qualifizierte sich für den UEFA-Pokal 1987/88. Dort erreichte der Klub das Viertelfinale, wo dieser gegen Werder Bremen ausschied. Beim Hinspiel war Fontolan positiv auf die Stimulanzien Cropropamid und Crothetamid getestet worden. Er wurde von der UEFA für ein Jahr gesperrt und war der erste offizielle Dopingfall der Europapokalgeschichte. Er stand danach noch ein Jahr bei Ascoli unter Vertrag, bevor er seine Laufbahn beendete.